# Vittaryd
Vittaryd est une localité de Suède dans la commune de Ljungby située dans le comté de Kronoberg.
Sa population était de 310 habitants en 2019.